# إيدار ليند
إيدار ليند (بالنرويجية البوكمول: Idar Lind)‏ هو كاتب ومؤلف وكاتب مسرحي نرويجي، ولد في 1954 في Otterøya ‏ في النرويج.

## روابط خارجية
- إيدار ليند على موقع IMDb (الإنجليزية)